# Lijst van beelden in Vlaardingen
Dit is een (onvolledige) chronologische lijst van beelden in Vlaardingen. Onder een beeld wordt hier verstaan elk driedimensionaal kunstwerk in de openbare ruimte van de Nederlandse gemeente Vlaardingen, waarbij beeld wordt gebruikt als verzamelbegrip voor sculpturen, standbeelden, installaties, gedenktekens en overige beeldhouwwerken.
Voor een volledig overzicht van de beschikbare afbeeldingen zie: Beelden in Vlaardingen op Wikimedia Commons.
| Geplaatst            | Omschrijving                                                                   | Kunstenaar                     | Straat                                                                                  | Plaats      | Materiaal                          | Afbeelding |
| -------------------- | ------------------------------------------------------------------------------ | ------------------------------ | --------------------------------------------------------------------------------------- | ----------- | ---------------------------------- | ---------- |
| 1939                 | Reliëf posthoorn met haring                                                    | onbekend                       | Westhavenkade 40, bij voormalig postkantoor                                             | Vlaardingen | kalksteen                          |            |
| 1950                 | Bevrijdingsmonument                                                            | Dirk Wolbers                   | Verploegh Chasséplein                                                                   | Vlaardingen | brons                              |            |
| 1950                 | Visser                                                                         | Govert van Brandwijk           | Grote Visserijplein                                                                     | Vlaardingen | brons                              |            |
| 1950 (1831)          | Lichtbaak Van Speyk                                                            |                                | Oosthavenkade                                                                           | Vlaardingen | steen                              |            |
| 1951                 | Kinderfiguren                                                                  | Henk Etienne                   | Van Limburg Stirumstraat / Van der Duynstraat                                           | Vlaardingen | zandsteen                          |            |
| 1952 verwijderd 2014 | Herdenkingssteen 40-jarig bestaan Patrimoniums Woningen                        | Hank Hans                      | Van Maanenstraat                                                                        | Vlaardingen |                                    |            |
| 1953                 | Vijf dierenfiguren                                                             | Govert van Brandwijk           | Boterbloemstraat, Dotterbloemstraat, Goudsbloemstraat, Hortensiastraat, Klaproosstraat. | Vlaardingen | gewapend beton                     |            |
| 1955                 | Symbolen van oorlog en vrede                                                   | Albert Termote                 | Stadhuis, binnenplaats                                                                  | Vlaardingen |                                    |            |
| 1955                 | Engeltjes met datumsteen                                                       | Albert Termote                 | Stadhuis, Schoolstraat                                                                  | Vlaardingen |                                    |            |
| 1955                 | reliëfs met Vlaardingse onderwerpen                                            | Govert van Brandwijk           | station Vlaardingen Oost                                                                | Vlaardingen | gewapend beton                     |            |
| 1955                 | Landarbeiders, Gevelsteen                                                      | Hank Hans                      | Rotterdamseweg 55                                                                       | Vlaardingen |                                    |            |
| 1956                 | Sint Barbara                                                                   | Pieter Biesiot                 | Seringenstraat 5                                                                        | Vlaardingen | tufsteen                           |            |
| 1956                 | Hermes (Mercurius) staat op wereldbol                                          | Albert Termote                 | Markt                                                                                   | Vlaardingen |                                    |            |
| 1958                 | Flora                                                                          | Rob Stultiens                  | Van Hogendorplaan / Kethelweg                                                           | Vlaardingen |                                    |            |
| 1958                 | Metaalplastiek                                                                 | Leen Droppert                  | Arij Koplaan 3                                                                          | Vlaardingen |                                    |            |
| 1959                 | Plastiek                                                                       | Leen Droppert                  | Van Limburg Stirumstraat, school                                                        | Vlaardingen |                                    |            |
| 1962                 | Vader en kind                                                                  | Leen Droppert                  | Koekoekstraat / Buizerdstraat                                                           | Vlaardingen |                                    |            |
| 1963                 | De roep                                                                        | Han Rehm                       | Dirk de Derdelaan / Marnixlaan                                                          | Vlaardingen |                                    |            |
| 1963                 | Vliegerende jongen                                                             | Henk Mooij                     | Liesveld, winkelcentrum                                                                 | Vlaardingen |                                    |            |
| 1964                 | reliëf                                                                         | Jan van Borssum Buisman        | Westhavenkade 41                                                                        | Vlaardingen |                                    |            |
| 1964                 | Ornament                                                                       | Leen Droppert                  | Professor Mekelstraat / Doctor Wiardi Beckmansingel                                     | Vlaardingen |                                    |            |
| 1965                 | Groei                                                                          | Leen Droppert                  | Van Baerlestraat / Doctor Wiardi Beckmansingel                                          | Vlaardingen |                                    |            |
| 1965                 | de heier                                                                       | Han Rehm                       | Floris de Vijfdelaan                                                                    | Vlaardingen |                                    |            |
| 1965                 | La jeunesse                                                                    | Carel Kneulman                 | Claudius Civilislaan, school                                                            | Vlaardingen |                                    |            |
| 1965                 | Treurende vrouw                                                                | Willy Kreitz                   | Emaus                                                                                   | Vlaardingen |                                    |            |
| 1966                 | zonder titel                                                                   | Karl Pelgrom                   | Maassluissedijk                                                                         | Vlaardingen |                                    |            |
| 1966                 | Bokspringende kinderen                                                         | Marian Gobius                  | Dillenburgsingel 5, binnentuin                                                          | Vlaardingen |                                    |            |
| 1966                 | Bokspringende kinderen                                                         | Lajos Ratkai                   | Roerdompstraat 1                                                                        | Vlaardingen |                                    |            |
| 1967                 | Schoolkinderen                                                                 | Leen Droppert                  | Van der Werffstraat / Philips de Goedestraat                                            | Vlaardingen |                                    |            |
| 1967                 | Moeder en kind                                                                 | Janny Brugman-de Vries         | Marnixlaan, plantsoen                                                                   | Vlaardingen |                                    |            |
| 1967                 | Jonas en de walvis                                                             | Nic Jonk                       | Buys Ballotlaan                                                                         | Vlaardingen |                                    |            |
| 1969                 | Vogelvlucht                                                                    | Jan de Winter                  | Frederik Hendriklaan                                                                    | Vlaardingen |                                    |            |
| 1969                 | Lezend kind                                                                    | Olga Oderkerk                  | Kraanvogellaan 101                                                                      | Vlaardingen |                                    |            |
| 1970                 | Compositie                                                                     | Arthur Spronken                | Maasboulevard                                                                           | Vlaardingen |                                    |            |
| 1971                 | Turnster in handstand                                                          | Gerard van Remmen              | Rotterdamseweg / Van Hogendorplaan                                                      | Vlaardingen |                                    |            |
| 1971                 | Plastiek, voorstellende twee polen van een planeet                             | Jan de Winter                  | Frederik Hendriklaan, vijver                                                            | Vlaardingen | messing                            |            |
| 1972                 | Pinguïns                                                                       | Lajos Ratkai                   | Van Maerlantlaan                                                                        | Vlaardingen |                                    |            |
| 1974                 | Schakel                                                                        | Leen Droppert                  | Lepelaarsingel / Reigersingel                                                           | Vlaardingen |                                    |            |
| 1974                 | Compositie                                                                     | Jan de Winter                  | Liesveldviaduct, Chin.restaurant                                                        | Vlaardingen |                                    |            |
| 1974                 | Krachtmeting                                                                   | Jits Bakker                    | De Loper                                                                                | Vlaardingen |                                    |            |
| 1974                 | Doelman                                                                        | Jan de Winter                  | Meidoornstraat 74                                                                       | Vlaardingen |                                    |            |
| 1974                 | Doelman                                                                        | Jan de Winter                  | Van Maanenstraat                                                                        | Vlaardingen |                                    |            |
| 1975                 | Turnster                                                                       | Jits Bakker                    | Hendrik Casimirstraat 151                                                               | Vlaardingen |                                    |            |
| 1976                 | Monument voor een plant                                                        | Ian Jacob Pieters              | 1976–2015: Waalstraat; sinds 2015 Oranjepark (kruising Parkweg-Julianasingel)           | Vlaardingen |                                    |            |
| 1977                 | Stadsomroeper                                                                  | Sybille Krosch                 | Westhavenplaats / Blokmakersplaats                                                      | Vlaardingen | brons                              |            |
| 1979                 | Kangoeroes                                                                     | Sybille Krosch                 | Maassluissedijk                                                                         | Vlaardingen |                                    |            |
| 1983                 | Geuzenmonument                                                                 | Leen Droppert                  | Markt                                                                                   | Vlaardingen | brons                              |            |
| 1984                 | Dubbel figuur                                                                  | Jan de Winter                  | Columbusstraat                                                                          | Vlaardingen | messing                            |            |
| 1985                 | Kleurpotloden                                                                  | Peter Dumas                    | Plein Emaus, plantsoen                                                                  | Vlaardingen |                                    |            |
| 1986                 | Relief                                                                         | Cor Maarleveld                 | Dillenburgsingel 9                                                                      | Vlaardingen |                                    |            |
| 1987                 | Erosie/Destructie                                                              | Leen Droppert                  | Sportlaan / Nachtegaallaan                                                              | Vlaardingen |                                    |            |
| 1992                 | De gevleugelde                                                                 | Leen Droppert                  | Holysingel, afrit snelweg                                                               | Vlaardingen |                                    |            |
| 1989                 | Omgevingsobject                                                                | Karin Daan                     | Deltseveerweg                                                                           | Vlaardingen |                                    |            |
| 1993                 | Pilaar met de waakzame ogen                                                    | Joop Beljon                    | Westhavenkade                                                                           | Vlaardingen |                                    |            |
| 1993                 | Hommage aan de zeilvaart                                                       | Leen Droppert                  | Maasboulevard                                                                           | Vlaardingen |                                    |            |
| 1996                 | Vizier                                                                         | Jan de Winter                  | Vikingbank 1                                                                            | Vlaardingen |                                    |            |
| 1996                 | Waternimf                                                                      | Jan van Dorp                   | Claudius Civilislaan, De wetering                                                       | Vlaardingen |                                    |            |
| 1997                 | Turnende figuren                                                               | Marinus Klap                   | Burg. Van Lierplein, GGD gebouw                                                         | Vlaardingen |                                    |            |
| 1998                 | Amnesty-monument                                                               | Joop van Dorp & Cor Maarleveld | Hofsingel / Julianasingel                                                               | Vlaardingen |                                    |            |
| 1999                 | Fransenbeeld (Imaginair portret van Frans)                                     | Diet Wiegman                   | Fransenstraat                                                                           | Vlaardingen | baksteen, geglazuurd, ongeglazuurd |            |
| 2001                 | Het Boeket (een Monument van Bezinning ter herinnering aan Daniël van Cotthem) | Rini Hurkmans                  |                                                                                         | Vlaardingen |                                    |            |
| 2001                 | Relief                                                                         | Leen Droppert                  | Billitonlaan 104                                                                        | Vlaardingen |                                    |            |
| 2002                 | Onderduikmonument                                                              | Harry Visser                   | Markt, kerkmuur                                                                         | Vlaardingen |                                    |            |
| 2002                 | Kapsel van Spinoza                                                             | Tom Claassen                   | Buys Ballotlaan                                                                         | Vlaardingen |                                    |            |
| 2002                 | Waterkruiken                                                                   | Hans van der Pennen            | Naaldwijklaan / Riouwlaan                                                               | Vlaardingen |                                    |            |
| 2002                 | Fruitschaal                                                                    | Hans van der Pennen            | Engelsche Boomgaert / Broekweg (Westlandseweg)                                          | Vlaardingen |                                    |            |
| 2003                 | struisvogel                                                                    | Herman Lamers                  | Rotterdamseweg / Van der Duynstraat                                                     | Vlaardingen |                                    |            |
| 2004                 | Ridder                                                                         | Hans van der Pennen            | Engelsche Boomgaert                                                                     | Vlaardingen | beton                              |            |
| 2005                 | Even                                                                           | Marc Ruygrok                   | Van Hogendorplaan / Van Limburg Stirumstraat                                            | Vlaardingen |                                    |            |
| 2007 (herplaatst)    |                                                                                | Jan de Winter                  | Rotterdamseweg, Accentcollege                                                           | Vlaardingen | Glas/koperrelief                   |            |
| 2009                 | Kunsttoepassing                                                                | Marjon Hoogendijk              | Waalstraat, bibliotheek                                                                 | Vlaardingen |                                    |            |
| 2010                 | De tweepas                                                                     | van Dorp & Maarleveld          | Hoogstraat, kerk                                                                        | Vlaardingen |                                    |            |
| 2011                 | De offerboom                                                                   | Alphons ter Avest              | Beeldentuin Buys Ballotlaan                                                             | Vlaardingen | aluminium                          |            |
| 2014                 | Een gevallen ster                                                              |                                | De Loper                                                                                | Vlaardingen |                                    |            |
|                      | onbekend - vissen                                                              | onbekend                       | Gemeentehuis, binnen                                                                    | Vlaardingen |                                    |            |
|                      | onbekend                                                                       | onbekend                       | Korhoenlaan / Kraanvogellaan, tot 2016 voor school De Kameleon                          | Vlaardingen |                                    |            |
|                      | Dirk III van Holland                                                           | Albert Termote                 | Markt                                                                                   | Vlaardingen | zandsteen                          |            |
|                      | Mercurius op tandrand                                                          |                                | Waalstraat                                                                              | Vlaardingen | brons                              |            |
|                      | reliëf                                                                         |                                | Melis Stokelaan 55 (voormalige school)                                                  | Vlaardingen |                                    |            |
|                      | Jongen en meisje lezend                                                        |                                | Rotterdamseweg, school                                                                  | Vlaardingen |                                    |            |
|                      | Winkelend meisje                                                               |                                |                                                                                         | Vlaardingen |                                    |            |